# 国鉄DD20形ディーゼル機関車
DD20形ディーゼル機関車（DD20がたディーゼルきかんしゃ）は、日本国有鉄道（国鉄）が試作した液体式ディーゼル機関車である。

## 概要
亜幹線やローカル線で使用されていた9600形蒸気機関車などの取替えと、駅や操車場構内での入換での使用を目的として製造された機関車である。それまで入換用として量産されていたDD13形と同等の出力を1基エンジンによって賄うことで製造費・保守費・重量の低減を図り、あわせてエンジン・変速機などの主要部品をDD51形と統一することで保守の効率化を図るべく試作されたものである。
駆動系の配置はDD51形を1基エンジンにした構造である。2両が製造されたが、外観・車体構造は異なる。
20番台（最大運転速度85km/h未満の量産機）の形式であり、量産を見据えたものであったが、9600形に比べて軸重が13.5tと重いためローカル線では入線できない路線がある反面、DD13形に比べて軸重が軽く（DD13形は14t）入換作業時に空転しやすいという問題点もあったことから量産は見送られた。
DD20形の失敗の後、1966年にDE10形が開発され、量産されることになる。

## 車両別解説
1号機
1963年に汽車製造で製造された（製造番号2969）。DD51 1の構造を基本とし、エンジンは同機と同一のDML61S（1,000ps/1,500rpm）を1基搭載する。液体変速機もDD51形と同じフォイト式のDW2A形である。車体が短いため、4動軸を1機関で駆動する方式は駆動軸が台車心皿と干渉する設計上の難点があり、台車を内軸箱方式・無心皿のDT122形として干渉を回避した。
車体形状は運転室を端部に配置したL字形で、エンジン部分の前照灯・尾灯などの部品配置はDD51 1を踏襲する。運転室前にはデッキが設けられ、ここから室内へ出入りする構造となっている。L字形形状ではあるが、運転台は両側に備えられているため、運転士の着座位置を示す表示灯が運転室側面に設けられた。
DD13形の新機構試作機（111号機）の流れを受け継いで各種の試作段階にあった機構を搭載し、マスコンハンドルとブレーキハンドルを同一筐体に収めた新型の運転装置やセルフラップ式ブレーキ弁、三圧式制御弁方式の空気ブレーキ装置、自動進段式ノッチ等の新技術が試験的に採用された。
2号機
1965年にDD53形を用いる排雪列車との併用を目的として汽車製造で製造された（製造番号3127）。DD53形と総括制御することが可能で、DD53形がエンジンを2基とも除雪装置の駆動用に充てた際、本車で列車を推進する。降雪期間外は入換用として使用できる設計としている。
1号機はDD51 1をもとにしたが、本機はDD51形の量産車をもとにした構造である。エンジンは出力1,100ps/1,500rpmのDML61Zが採用されている。車体が1号機に比べて延長されて同車で問題となった推進軸と台車心皿との干渉問題が解決したため、台車はDD53形の台車と類似したDT131Aを採用した。また外形はL字形ではなく凸型で、エンジンを搭載する側が長く、運転室が中央よりずれているセミ・センターキャブ形となっている。この形状は後のDE10形やDD16形などにも引き継がれている。

## 運用の変遷
1号機は田端機関区（現・田端運転所）に配置されて入れ換えに使用されたが、1971年に長岡機関区（現・長岡車両センター）に転属。DD53形と連結し、補助機関車として使用することを目的として新津工場（当時）で重連形に改造され、2号機とともに除雪用に用いられた。独自の仕様をもつ少数形式であったため保守管理上の問題から1977年以降休車扱いとされ、1986年に廃車。1990年代まで新津車両所（当時）で保管されたのち、新津車両製作所整備にあたって解体された。
2号機は製造当初より長岡機関区に配置され、排雪列車に使用されたが、1号機と同時に休車を経て廃車となり、やはり新津車両所（当時）で保管されたのち、1号機やDD21形よりも早く、1988年11月28日から30日にかけて解体された。本機が休車となったのち、DD53形の補機にはDE10形が使用された。

## 主要諸元
※1号機のデータ。
- 全長：11,200mm
- 全幅：2,956mm
- 全高：3,936mm
- 運転整備重量：55t
- 機関：V型12気筒ディーゼル機関 DML61S×1基
- 軸配置：Bo-Bo
- 定格出力：1,000ps/1,500rpm （1時間）
- 変速機：DW-2A
- 動力伝達方式：液体式
- 台車：DT122

※2号機のデータ。
- 機関：V型12気筒ディーゼル機関 DML61Z×1基
- 定格出力：1,100ps/1,500rpm （1時間）
- 台車：DT131A